# انجلا سایینی

## آنجلّا سِینی
آنجلا سِینی (آنجلا سایینی) (متولد ۱۹۸۰ لندن)، روزنامه‌نگار علم، مجری برنامه‌های رادیویی و تلویزیونی و نویسندهٔ هندی‌الاصل بریتانیایی مقیم نیویورک است. نوشته های او در نشریات نیوساینتیست، نشنال جئوگرافیک و وایرد منتشر شده است.
او چهار کتاب دارد که به زبان‌های محتلف ترجمه شده‌اند؛ از جمله نژاد برتر و جنس فرودست.
جنس فرودست: اشتباه علم دربارهٔ زنان به چهارده زبان ترجمه شده است و چهارمین کتاب او پدرسالاران: چگونه مردان به فرمانروایی رسیدند، در بهار ۲۰۲۳ منتشر شد.
1. ↑  "Angela Saini". Wikipedia (به انگلیسی). 2022-08-24.
2. ↑  «Angela Saini | Award-winning Science Journalist and Author». www.angelasaini.co.uk. دریافت‌شده در ۲۰۲۳-۰۱-۱۰.